# Megafreya sutrix
Genre
Espèce
Synonymes
- Euophrys sutrix Holmberg, 1875
- Philaeus luteostriatus Keyserling, 1878
- Hasarius mccookii Thorell, 1892
- Plexippus albicrinitus Badcock, 1932

Megafreya sutrix, unique représentant du genre Megafreya, est une espèce d'araignées aranéomorphes de la famille des Salticidae.

## Distribution
Cette espèce se rencontre en Argentine, en Uruguay et au Paraguay. Elle a été introduite à Java.

## Publications originales
- Holmberg, 1875 : Descriptions et notices d'arachnides de la République Argentine. Periódico Zoológico, vol. 1, p. 283-302.
- Edwards, 2015 : Freyinae, a major new subfamily of Neotropical jumping spiders (Araneae: Salticidae). Zootaxa, no 4036(1), p. 1-87.